# L’Alizé
«L’Alizé» (рус. Пассат) — второй сингл французской певицы Alizée. Релиз состоялся в декабре 2000 года и содержал песню «L’Alizé» и её инструментальную версию. Позже вышли 2 издания, содержащие 4 ремикса. Песня стала популярной во Франции, где продержалась на лидирующей позиции 2 недели.

## Список композиций
Французский CD сингл
1. «L’Alizé» — 4:15
2. «L’Alizé» (инструментальная версия) — 4:15

Французский CD макси
1. «L’Alizé» — 4:15
2. «L’Alizé» (vent d’amour club remix) — 5:15
3. «L’Alizé» (sirocco house remix) — 4:50
4. «L’Alizé» (sweet brise slow remix) — 4:55
5. «L’Alizé» (dans le vent dance mix) — 5:16

Немецкий CD макси
1. «L’Alizé» (radio edit) — 3:35
2. «L’Alizé» (vent d’amour club remix) — 5:15
3. «L’Alizé» (sunny season mix) — 5:25
4. «L’Alizé» (sweet brise slow remix) — 4:55
5. «L’Alizé» (dans le vent dance mix) — 5:16
6. «L’Alizé» (single version) — 4:15

Французский макси (грампластинка)
A-side :
1. «L’Alizé» (vent d’amour club remix) — 5:15
2. «L’Alizé» (single) — 4:15

B-Side :
1. «L’Alizé» (sirocco house remix) — 4:50
2. «L’Alizé» (sweet brise slow remix) — 4:55

## Сертификации и чарты
| Страна  | Сертификация | Дата               | Подтвержденные продажи | Физические продажи |
| ------- | ------------ | ------------------ | ---------------------- | ------------------ |
| Франция | Платиновый   | 28 марта 2001 года | 500 000                | 582 000            |

## Чарты
| Чарт (2000/01)     | Наивысшее место |
| ------------------ | --------------- |
| Австрия            | 52              |
| Бельгия (Валлония) | 5               |
| Нидерланды         | 63              |
| Эстония            | 1               |
| Франция            | 1               |
| Германия           | 43              |
| Швейцария          | 23              |

| Итоговый чарт (2000)     | Место |
| ------------------------ | ----- |
| Французский чарт синглов | 53    |
| Итоговый чарт (2001)     | Место |
| Французский чарт синглов | 21    |